# Списька Маґура
Списька Магура або Спішска Маґура (пол. Magura Spiska, пол. Spišská Magura, нім. Zipser Magura, угор. Szepesi Magura) — частина Західного Бескиду, положена на укр.-словацькому етнічному пограниччі між Спиською котловиною і Скалицевою смугою.
Зформована з легко зфалдованого флішу, з широкими й лагідними хребтами (найвищий верх — Реписко, 1259 м), переважно вкритими лісами й пасовищами; слабо заселена.
На її території лежить найбільше на захід висунене українське село Остурня.
Протікають
- Залажний потік[2]
- Залесє[3]
- Липник[4]
- Остурнянський потік[5].
- Словенський потік[6]